# Svartnipa
Die Svartnipa (norwegisch für Schwarzer Gipfel) ist ein rund 450 m hoher Berg im ostantarktischen Kempland. Er ragt an der Westflanke des oberen Abschnitts des Rippon-Gletschers auf.
Norwegische Kartographen, die ihn auch deskriptiv benannten, kartierten ihn anhand von Luftaufnahmen der Lars-Christensen-Expedition 1936/37.